# Hochhus
Der Hochhus ist ein Gipfel auf der Grenze der Schweizer Kantone St. Gallen und Appenzell Innerrhoden am östlichen Rand des Alpsteins mit 1926 m ü. M. Höhe.
Nordöstlich folgt die Gruppe der Hüser, einiger Türme ohne Gipfelnamen, welche eine geringfügig grössere Höhe erreichen.
Südwestlich liegt die Saxer Lücke, von wo eine Wanderung nördlich unter dem Hochhus hinweg und entlang des ganzen Grates bis zur Stauberen und zum Hohen Kasten und weiter möglich ist. Nach Süden überragen der Hochhus das St. Galler Rheintal um rund 1'500 Meter.
Der Name hebt den Einzelturm ab von den nordöstlich folgenden Hüser (Dialekt Mehrzahlform von Haus).
Der Gipfel (1926) wird oft als Amboss bezeichnet. Amboss ist jedoch der Name für eine auffällige Felsformation auf der Rheintalerseite an der Südwestkante des Hochhus (Punkt 1565).